# Christian Follin
Christian Follin, född 24 juli 1710 i Locknevi socken, död 21 juni 1757 i Hovs socken, var en svensk präst i Hovs församling.

## Biografi
Christian Follin föddes 24 juli 1710 i Locknevi socken. Han var son till kyrkoherden Samuel Follin och Anna Hofwerberg. Follin blev 1729 student vid Lunds universitet och prästvigdes 30 maj 1733. Han blev 1740 komminister i Ekeby församling och 1750 kyrkoherde i Hovs församling. Follin avled 21 juni 1757 i Hovs socken.
Follin gifte sig 21 januari 1735 med Gertrud Aurelius (1714–1772). Hon var dotter kyrkoherden Nils Aurelius i Askeby socken. De fick tillsammans barnen Anna Maria (född 1736), Samuel Nils (född 1738, död ung), Gabriel Adolf (1742–1772), Ulrika (född 1744), Inga Greta (1746–1825), Nicolaus (född 1750), Ebba Charlotta (1754–1757), Christian (född 1755) och Catharina Elisabet (1757–1757)